# البحرية الأيرلندية
القوات البحرية الأيرلندية أو الخدمة البحرية (بالأيرلندية: An tSeirbhís Chabhlaigh) هي العنصر البحري لقوات الدفاع الأيرلندية وهي واحدة ضمن الفروع الثلاثة لقوات الدفاع الأيرلندية. تقع قاعدتها في هولبولين [الإنجليزية]، بمقاطعة كورك.
على الرغم من أن الخدمة البحرية قد سبقتها قوات دفاع بحري سابقة، فقد تشكلت في 1946. كان الدور الرئيسي للخدمة البحرية هو توفير حماية مصايد الأسماك في المنطقة الاقتصادية الخالصة لأيرلندا منذ سبعينيات القرن الماضي. وتشمل الأدوار الأخرى الدوريات البحرية والمراقبة ومنع التهريب. تقوم الخدمة البحرية من حين لآخر، بمهام أطول لدعم عناصر أخرى من قوات الدفاع، أو قوات حفظ السلام الأيرلندية التي تخدم مع الأمم المتحدة، أو البعثات الإنسانية والتجارية.
شاركت الخدمة البحرية في مهمة الدائرة الأوروبية للشؤون الخارجية التي تخصص عدداً من أساطيل الاتحاد الأوروبي للأدوار الإنسانية والتدريبية في البحر المتوسط منذ يوليو 2017. كانت هذه المرة الأولى التي تشارك فيها أيرلندا في عملية بحرية متعددة الأدوار والجنسيات ضمن المهمة التي تحمل اسم العملية صوفيا [الإنجليزية].
تُكلف السفن في الخدمة البحرية الأيرلندية ببادئة السفن (Long Éireannach) أي «سفينة أيرلندية»، وتُختصر إلى (LÉ).

## وصلات خارجية
- الموقع الرسمي لقوات الدفاع الأيرلندية
- الموقع الرسمي للبحرية الأيرلندية
- المعهد البحري الأيرلندي - تاريخ البحرية الأيرلندية